# Magellans sund
Magellans sund eller Magalhães sund är ett sund som skiljer Eldslandet från fastlandet i Sydamerika. Båda sidorna av det 550 km långa sundet tillhör Chile. Det har fått sitt namn av upptäcktsresanden Ferdinand Magellan.
Sundet är en av de viktigaste naturliga passagerna mellan Stilla havet och Atlanten. Det anses dock vara svårt att navigera igenom, på grund av det ogästvänliga och regniga klimatet och att passagen är relativt trång. Vid sundet ligger även Kap Froward som är det sydamerikanska fastlandets sydligaste plats.
Fram till att Panamakanalen blev klar år 1914 var Magellans sund ofta det enda säkra sättet att ta sig mellan Atlanten och Stilla havet, då fartyg skyddades av Eldslandet i syd och Sydamerika i norr. Passagen var säkrare än Drakes sund, som är en relativt trång bit hav mellan Kap Horn och Antarktis. Vattnen där är extremt turbulenta och oförutsägbara, och isberg förekommer ofta. Fram till att Panamakanalen byggdes var Magellans sund den vanligaste passagen mellan Atlanten och Stilla havet för ångfartyg, medan Drakes sund var den vanligaste passagen för segelfartyg som har svårt för trånga passager.
Sundets östra inlopp ligger i den breda bukten vid gränsen mellan Chile och Argentina. I väster finns flera olika inlopp.
Ferdinand Magellan var den första att segla igenom sundet år 1520, under den första världsomseglingen. Då Magellan passerade sundet den 1 november kallades det ursprungligen "Estreito de Todos os Santos" (Alla helgons sund).
Den 23 maj 1843 tog Chile sundet i beslag. Vid kusten längs med sundet ligger staden Punta Arenas och orten Porvenir.
Passagen korsades av många tidiga utforskare, förutom Magellan bland andra även Francis Drake och Charles Darwin.

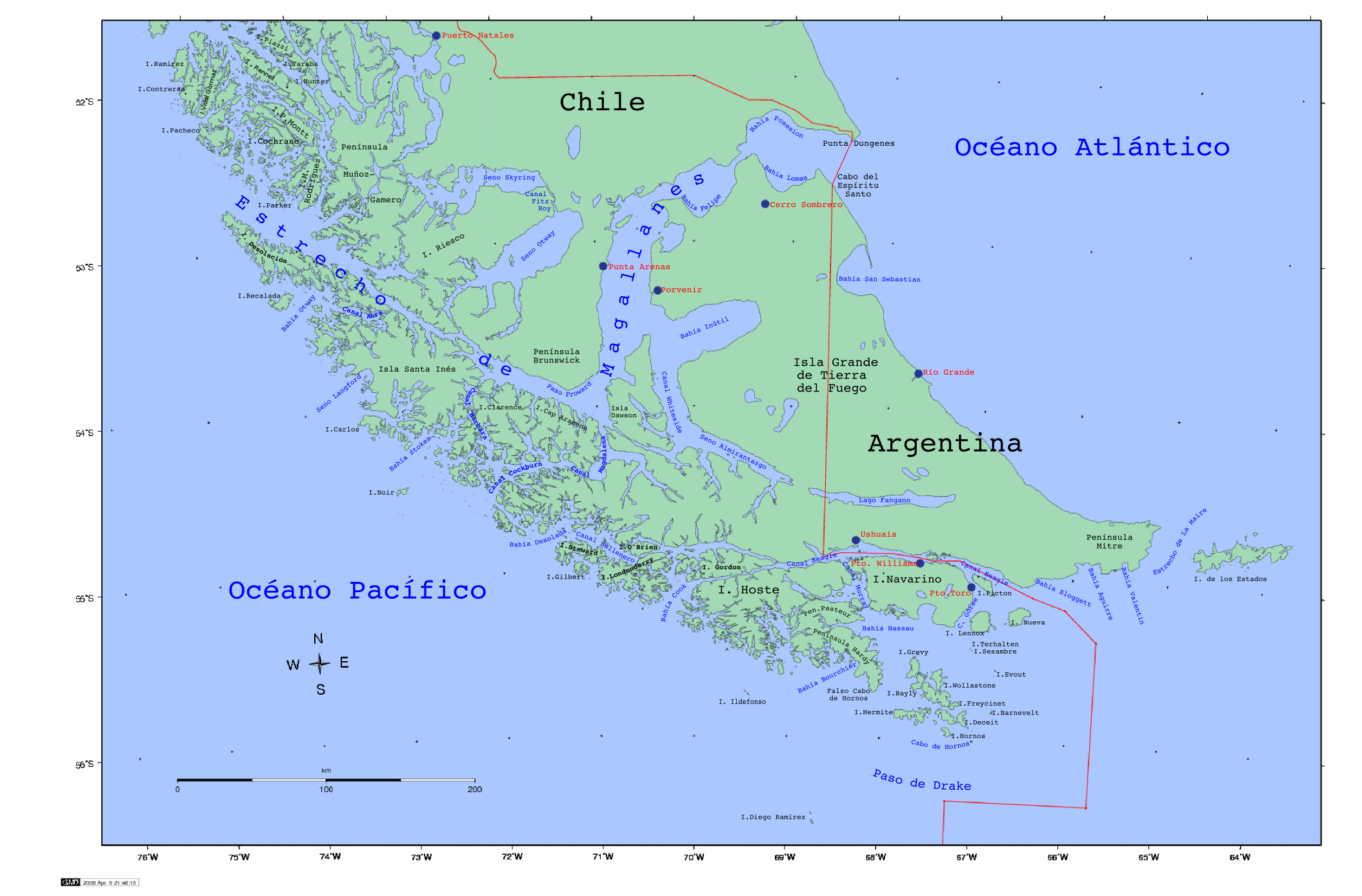
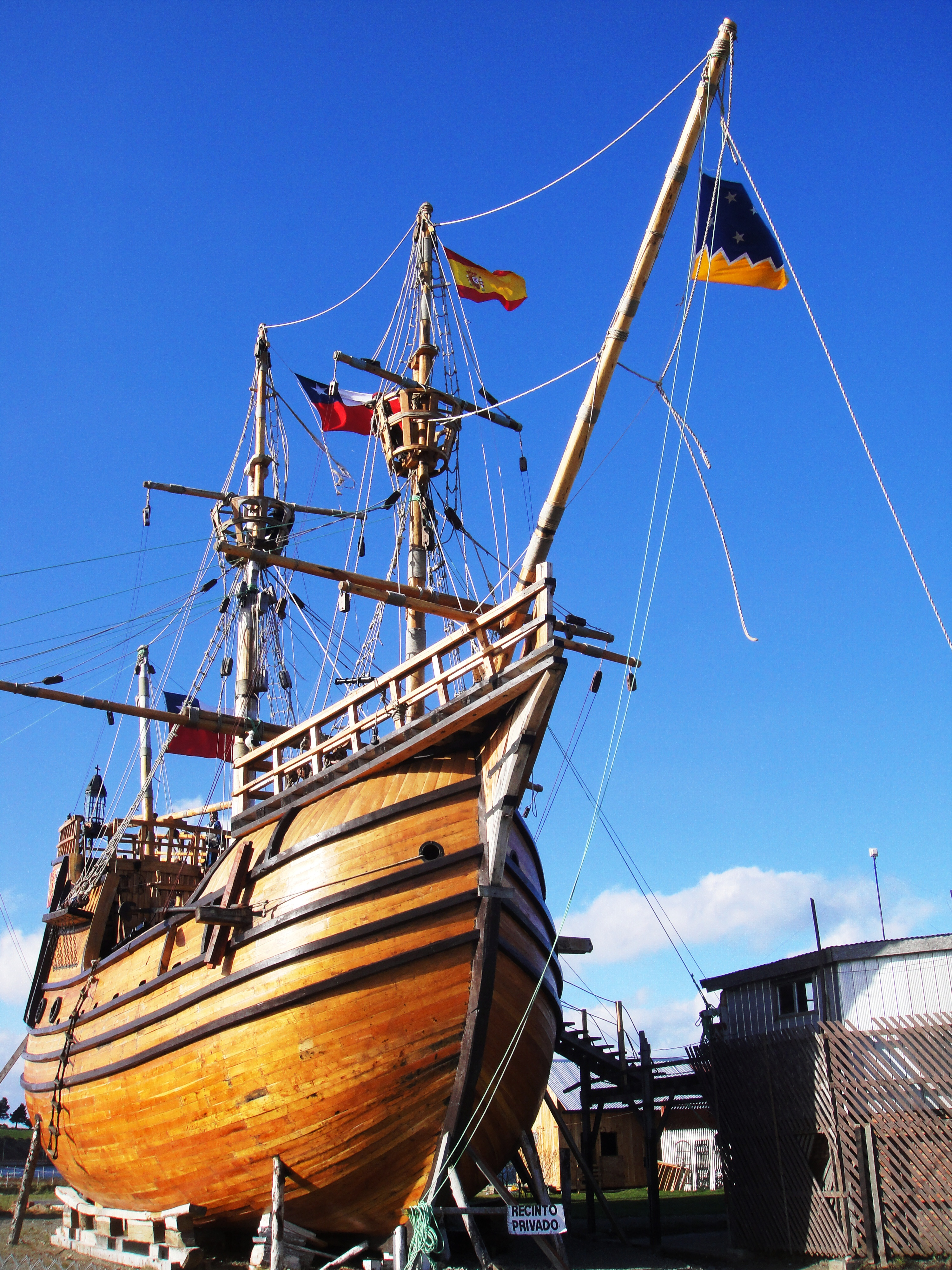
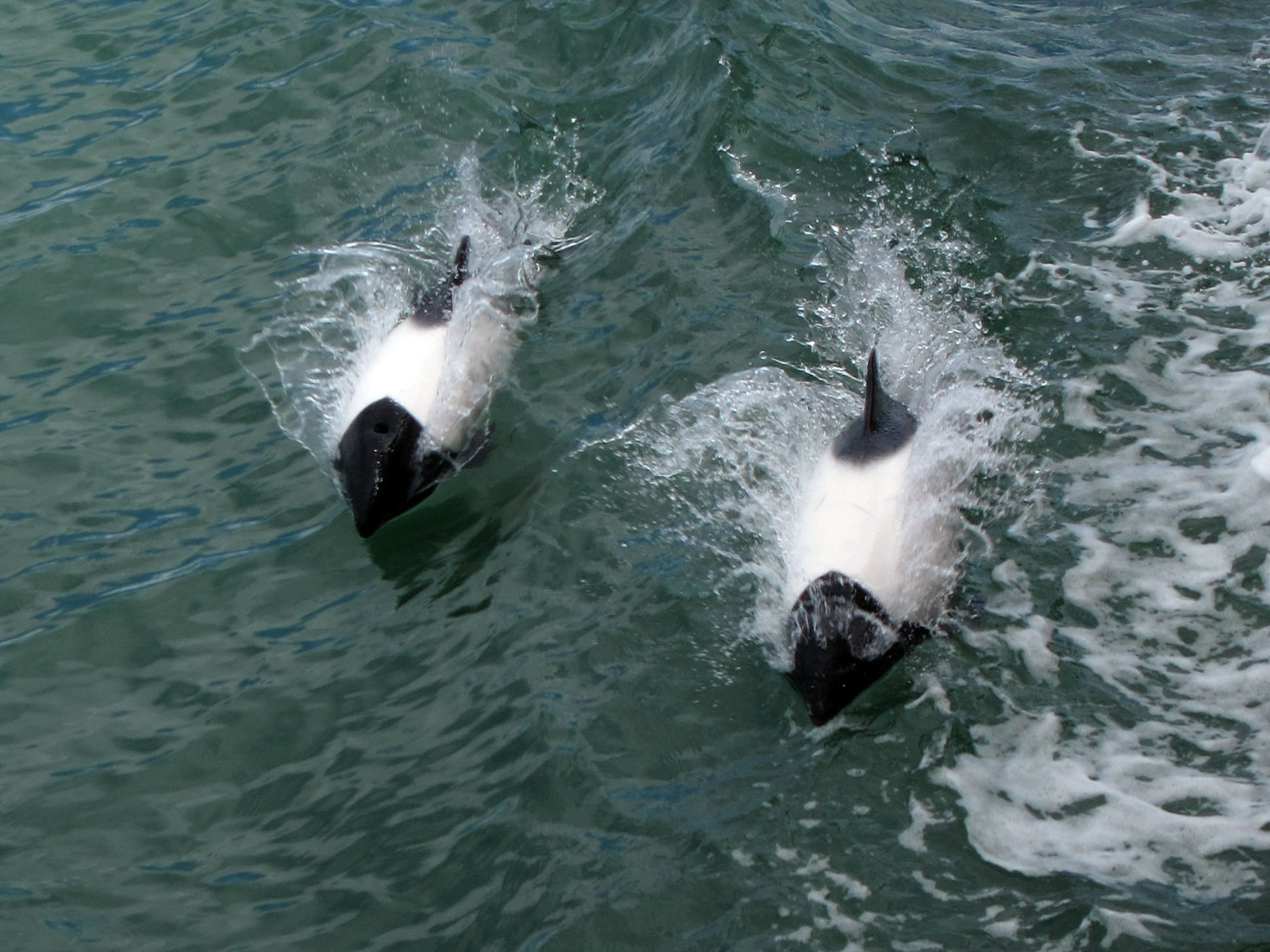
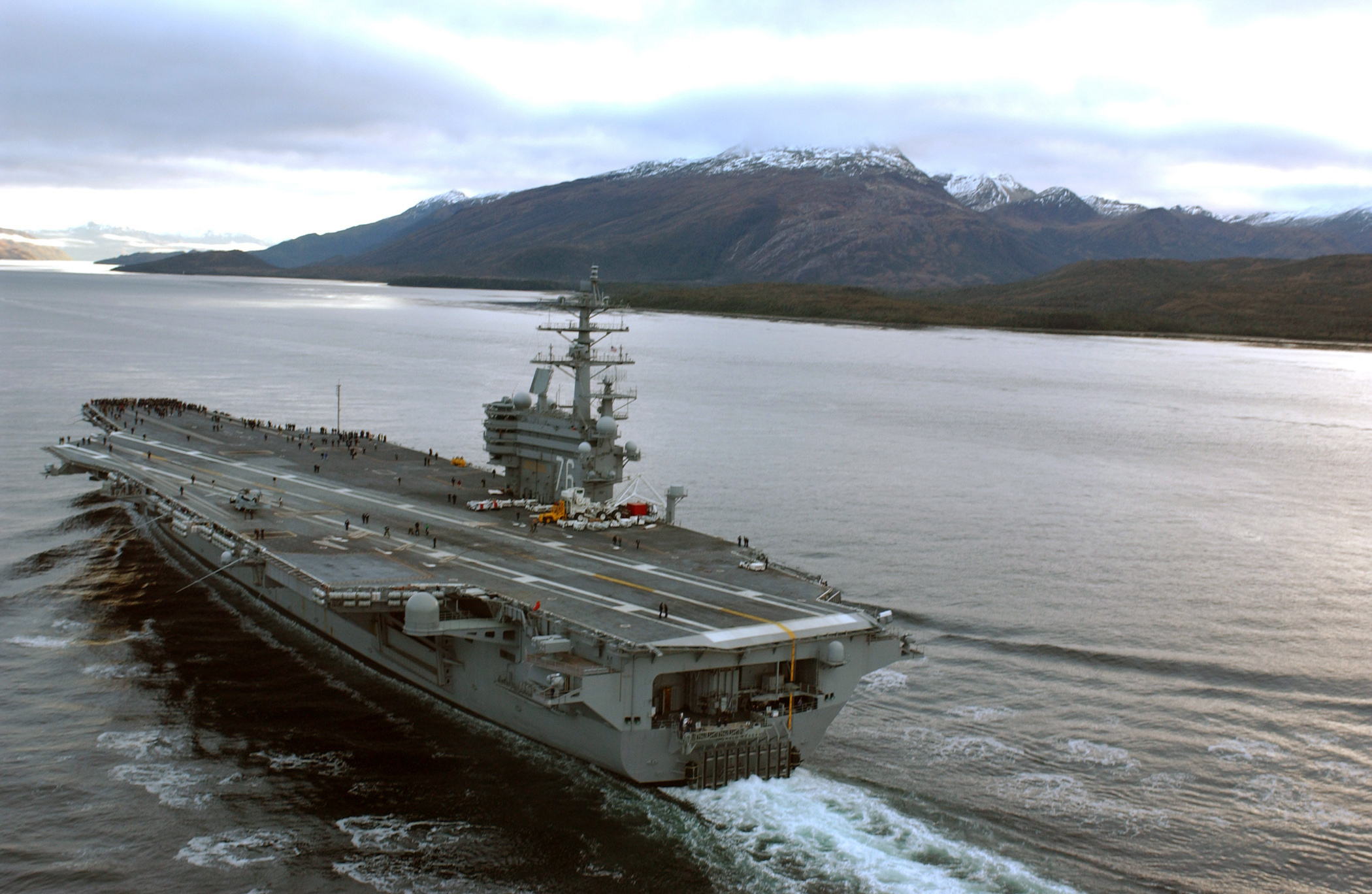